# Gustav Adolph Struve

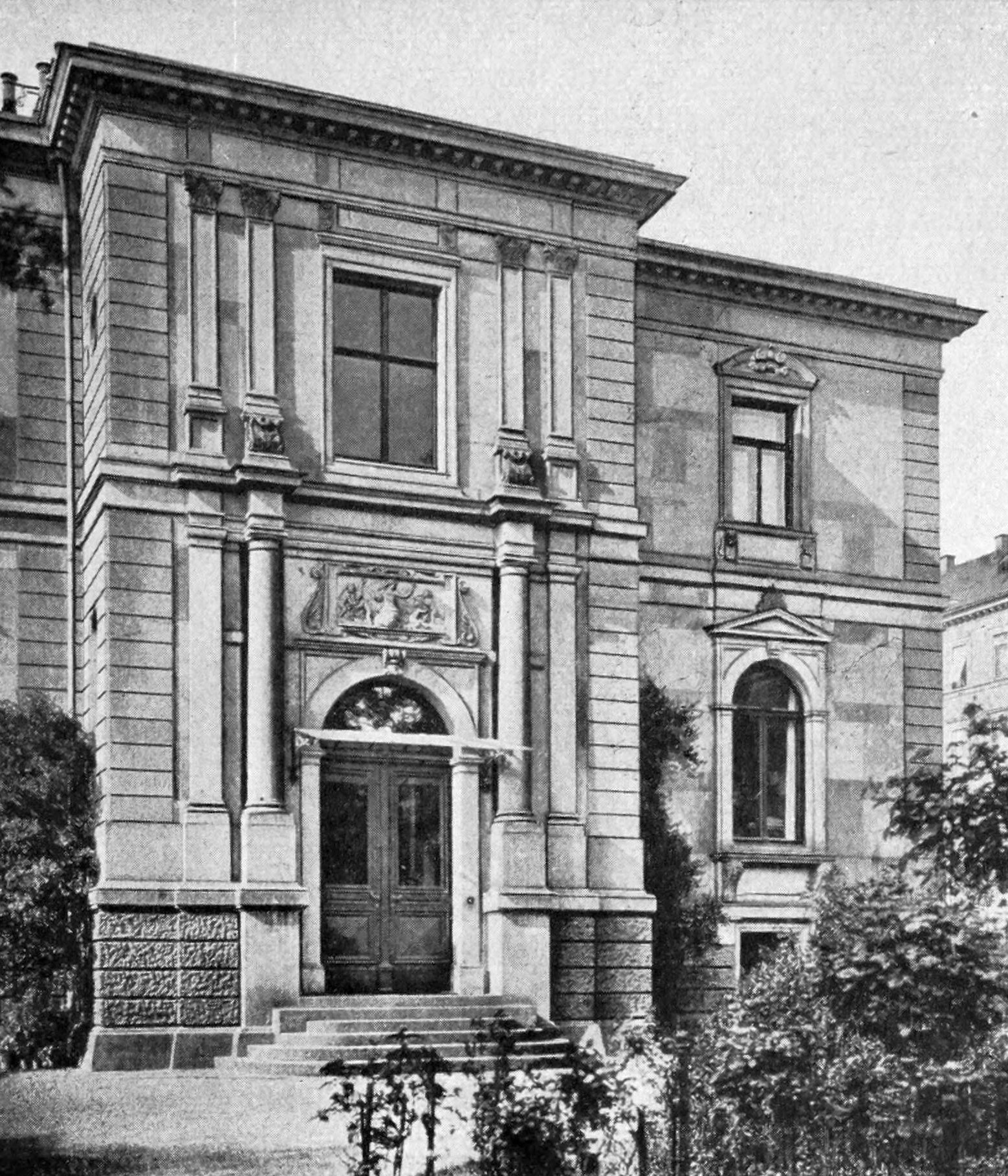
Villa von Gustav Adolph Struve in der Prager Straße in Dresden

Gustav Adolph Struve (auch Gustav Adolf Struve; * 11. Januar 1812 in Dresden; † 21. Juli 1889 in Schandau) war ein sächsischer Mineralwasserfabrikant, der in Dresden als Unternehmer, Apotheker der Salomonisapotheke sowie kommunalpolitisch als Stadtrat wirkte. Sein offizielles botanisches Autorenkürzel lautet „Struve“.

## Leben
Gustav Adolph Struve war ein Sohn des Dresdner Mineralwasserfabrikanten Friedrich Adolph August Struve und dessen zweiter Ehefrau Amalie Sophie, geborene Dietze (1785–1860). Er machte an der Kreuzschule in Dresden Abitur, studierte  bei Eilhard Mitscherlich an der Friedrich-Wilhelms-Universität zu Berlin und wurde 1835 in Berlin mit seiner Dissertation De silicia in plantis nonnullis zum Dr. phil. promoviert. Nach dem Tod seines Vaters im Jahr 1840 führte er die „Königlich Sächsische concessionierte Mineralwasseranstalt“ sowie zunächst auch noch die Salomonisapotheke in Dresden weiter. In der Zeit vom 1. Juli 1842 bis Ende März 1843 wirkte der junge Apothekergehilfe Theodor Fontane in der „Struveschen Apotheke“. Den Eintritt in diese Apotheke hatte Fontane wie einen  Gewinn des ersten Loses angesehen und prägte darüber in seinem 1898 veröffentlichten zweiten autobiographischen Werk Von Zwanzig bis Dreißig den Ausspruch: »Struve galt für die absolute Nummer eins in Deutschland, ich möchte fast sagen in der Welt, und verdiente diesen Ruf auch«. Im Jahr 1856 verkaufte Gustav Adolph Struve die Salomonisapotheke an den aus Neustadt stammenden Apotheker Albin Richter. Als Mineralwasserfabrikant gründete Gustav Adolph Struve viele Zweiganstalten und bereitete auch neue Mineralwässer, indem er Chemikalien in reinem, mit Kohlensäure imprägniertem Wasser löste.
Der seit 1821 in der Dresdner Seevorstadt gelegene Trinkgarten wurde Anfang der 1850er Jahre im Zusammenhang mit der Neuanlage der Prager Straße durch den damaligen Obergärtner Gotthelf Wilhelm Poscharsky erweitert und umgestaltet.

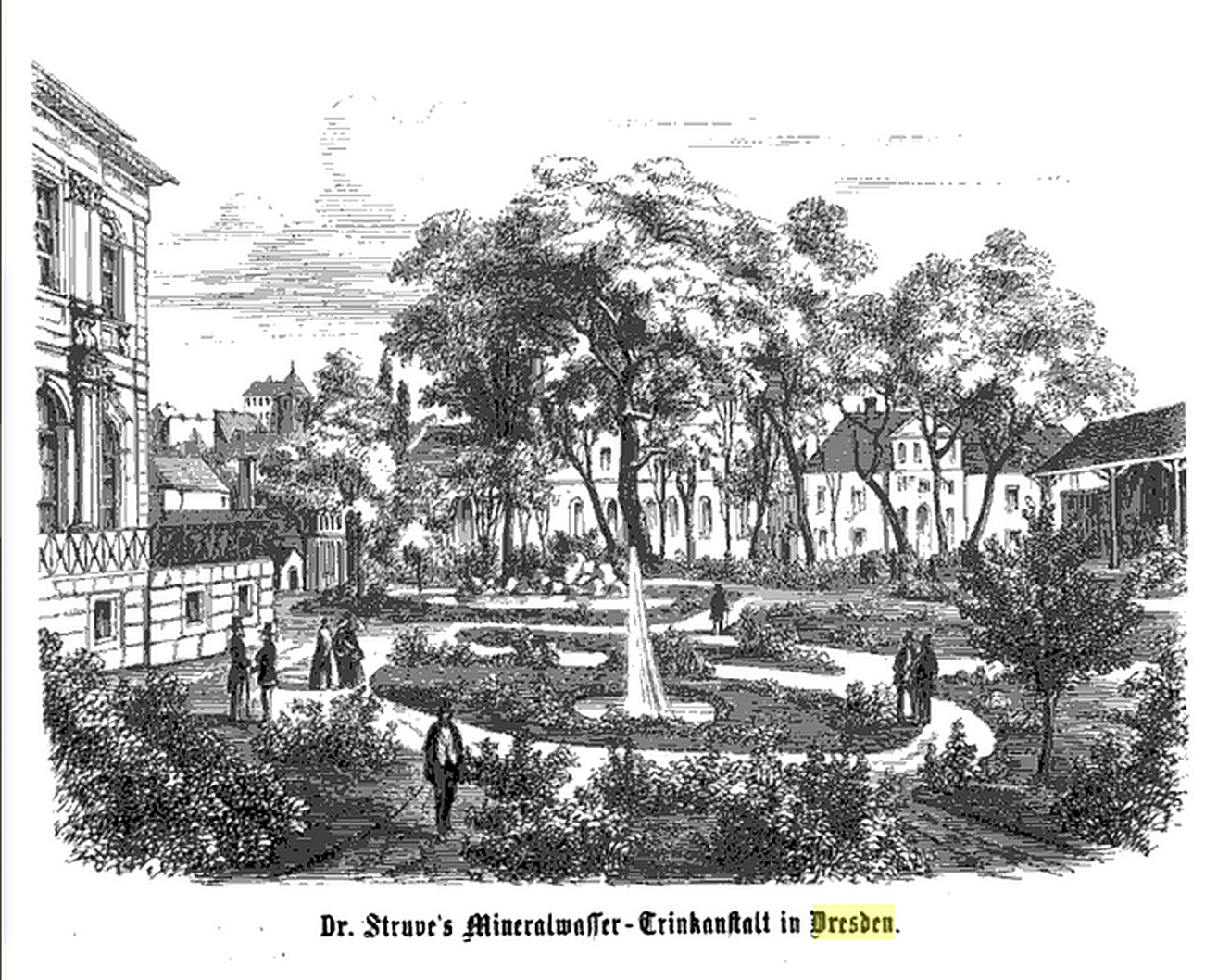
Struves Mineralwasseranstalt an der Prager Straße in Dresden um 1853

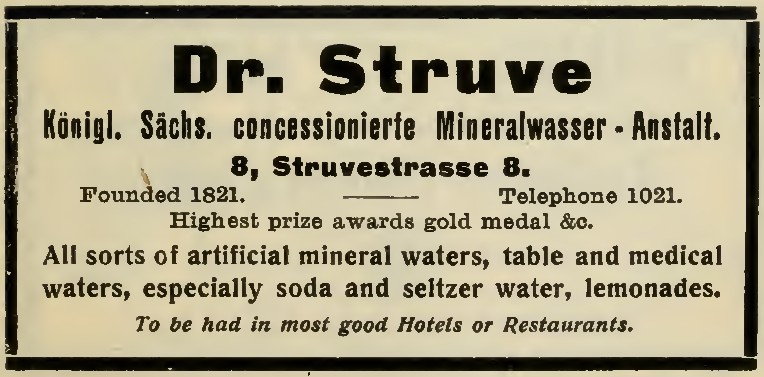
Werbeschild für Mineralwasser der Dr. Struve Königlich-Sächsischen konzessionierten Mineralwasser-Anstalt (1910)

Im Zeitraum 1851–1852 entwarf und baute der Architekt Hermann Nicolai für Gustav Adolph Struve eine Villa in der Prager Straße 18 in Dresden, die gemäß der Einschätzung des Kunsthistorikers Volker Helas nach Sempers Villa Rosa zu den wichtigsten und imposantesten Villenbauten des 19. Jahrhunderts gehörte.
Gustav Adolph Struve war in Dresden von 1844 bis 1848 kommunalpolitisch als Stadtverordneter sowie von 1857 bis 1866 als Stadtrat und Mitglied im Ausschuss für das Stadtkrankenhaus tätig.
Er war Mitglied der Gesellschaft für Natur- und Heilkunde zu Dresden, spätestens ab 1842 Mitglied der Flora – Sächsische Gesellschaft für Botanik und Gartenbau und wurde 1843 Mitglied der unter dem Vorsitz des Naturwissenschaftlers Ludwig Reichenbach stehenden Naturforschenden Gesellschaft ISIS, Gesellschaft für specielle, besonders vaterländische Naturkunde.
Am 2. November 1864 wurde Gustav Adolph Struve unter der Präsidentschaft des Mediziners Carl Gustav Carus mit dem akademischen Beinamen de Schreber unter der Matrikel-Nr. 2041 als Mitglied in die Kaiserliche Leopoldino-Carolinische Deutsche Akademie der Naturforscher aufgenommen.
Gustav Adolph Struve war verheiratet mit Adelgunde, geborene Corsica (1815–1895). Die Firmenleitung übergab er nach 1880 an den gemeinsamen Sohn Oscar Struve (1838–1888). Die Tochter Louise Adelgunde Struve (1841–1921) war seit 1864 mit dem Bremer Geschäftsmann Carl Theodor Melchers (1839–1923) vom Handelshaus C. Melchers & Co. verheiratet. 

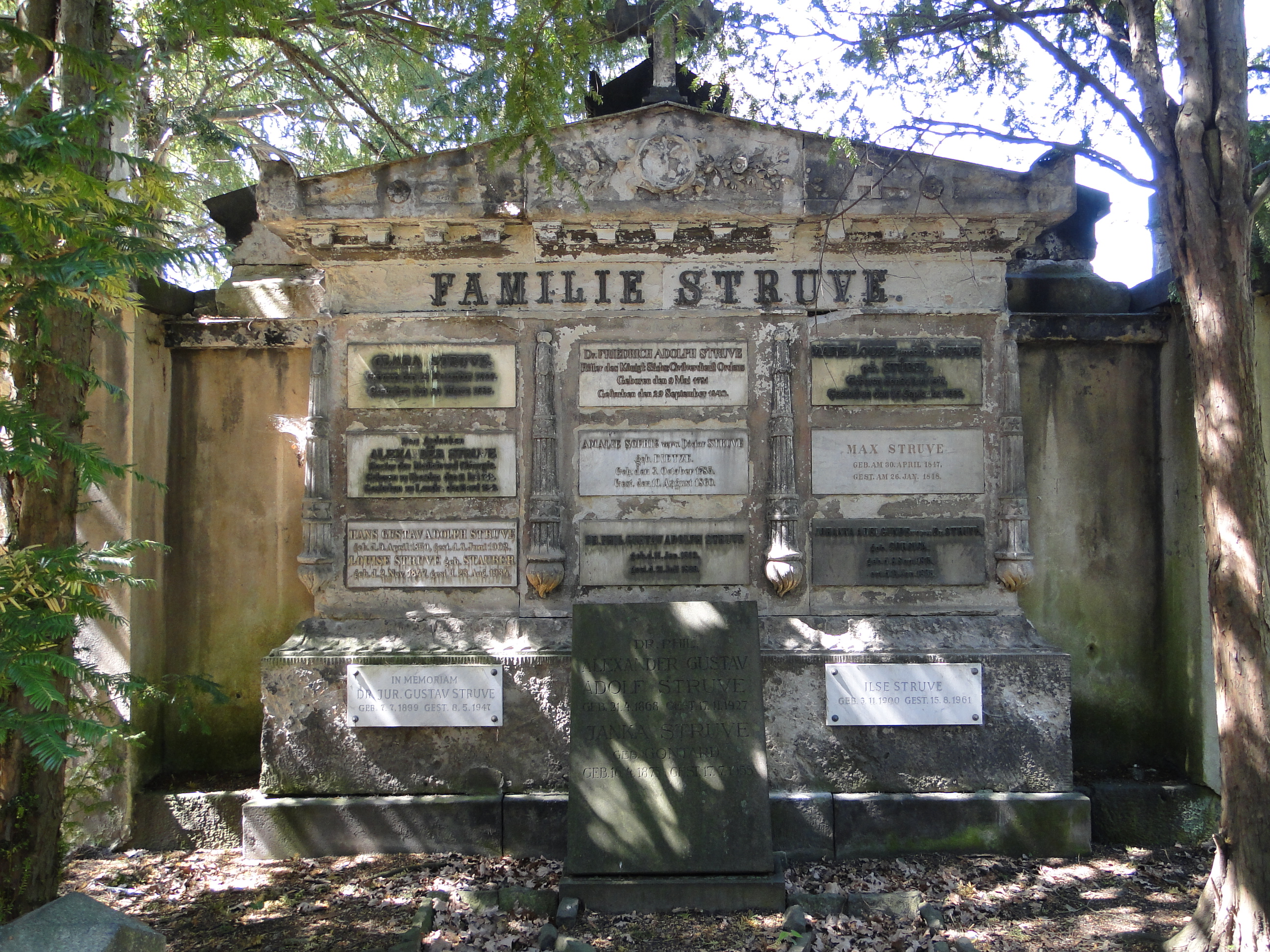
Struves Grab auf dem Dresdner Trinitatisfriedhof

Er wurde auf dem Dresdner Trinitatisfriedhof im Familiengrab Struve beigesetzt.

## Schriften
- De silicia in plantis nonnullis. Dissertatio inauguralis chemica, Nietackianis, Berolini 1835 (Digitalisat)